# Presentador

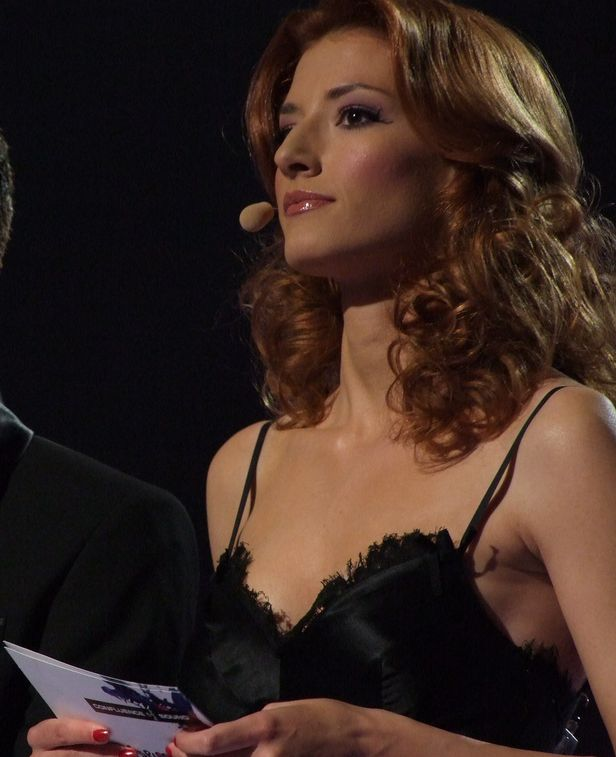
La presentadora de televisió Jovana Janković

Un presentador o presentadora (en alguns països conductor, amfitrió, o animador) és una persona que presenta o condueix un programa de ràdio o televisió (telenotícies, concursos, magazines), així com alguns esdeveniments públics o privats (com un lliurament de premis).
Normalment, el presentador és un comunicador, un periodista, un locutor o algú amb alguna professió afí, escollit per certes qualitats (bona dicció, carisma, coneixements). Igual que succeeix amb els presentadors de notícies, molts presentadors són contractats quasi exclusivament per la seva aparença física, especialment en televisió.
Locutors, periodistes, discjòqueis, models i actors solen ser els escollits per a complir aquest rol.
Quan un presentador és requerit per actes solemnes o llançaments de marques, sol ser denominat "mestre de cerimònies".

## Mitjans de difusió

### Presentador de televisió
Un presentador de televisió és una persona que presenta o rep programes de televisió, documentals de fets i esdeveniments en viu i d'esport. Avui dia el més comú és que personalitats mitjanament conegudes en altres camps compleixin aquest paper, si més no, també hi ha un grup de persones conegudes que han donat a conèixer el seu nom únicament gràcies a la presentació, en particular dins de sèries de televisió massiva.
Els presentadors podem complir diferents funcions dins del seu àmbit. Poden doblar com un agent, model cantant, comediant, etc. o també poden ser experts en una matèria, com fan certs científics o polítics, servint com a presentadors d'un programa sobre el seu camp d'experiència. Alguns d'ells, són celebritats que s'han donat a conèixer en una àrea i que més tard han passat a involucrar-se en altres aspectes.
Tot i que a vegades un presentador de televisió pot ser alhora lector de notícies en una cadena, no s'han de confondre, ja que compleixen diferents tasques.

### Presentador de ràdio
En termes generals, es podria considerar un presentador o conductor de ràdio el mateix que un presentador de televisió, excepte que es presenten a programes de ràdio, en lloc de programes de televisió.
A pesar d'aquesta semblança ambdues posicions realitzen la seva professió des de punts de vista diferents a causa de l'evident diferent eina de treball. El presentador de ràdio, ha de poder reflectir tot el que vol expressar només a través de la veu.

### Presentador de noticies
Article principal: Presentador de notícies
Un presentador de notícies (també conegut com un lector de notícies) és una persona que presenta les notícies en un noticier de la televisió, per la ràdio o per Internet. També pot ser un treball de periodista, ajudant en la recol·lecció de material de premsa, aportant comentaris durant el programa o dirigint una secció o un programa sencer de telenotícies. En altres casos, els presentadors són únicament locutors, i no participen en l'elaboració de les notes periodístiques. Els presentadors de notícies, normalment treballen des d'un estudi de televisió o de ràdio, però també poden presentar les notícies des de llocs remots en el camp relacionat amb una notícia particular. En aquest cas, poden passar a ser corresponsals de premsa.

### Presentador d'esports
Un comentarista esportiu (també conegut com a locutor o narrador esportiu), és un presentador, sovint de televisió o ràdio, que s'especialitza en la presentació d'informes o la narració d'esdeveniments esportius.

### Presentador del temps
Un presentador del temps és un tipus de periodista a la televisió que s'especialitza en la presentació dels informes i les previsions meteorològiques. A la vegada, alguns presentadors del temps són meteoròlegs i presenten els seus propis pronòstics. Si més no, hi ha altres presentadors del temps que són simplement locutors, que llegeixen un guió amb la informació provinent d'un estudi meteorològic. Aquests presentadors solen tenir una secció en els telenotícies.